# Johann Bartholomäus Trommsdorff
Johann Bartholomäus Trommsdorff (ur. 8 maja 1770 w Erfurcie, zm. 8 marca 1837 tamże) – niemiecki aptekarz, farmaceuta, chemik i lekarz, założyciel pierwszego w Niemczech Instytut Chemii i Farmacji.
Urodził się w Erfurcie w rodzinie o tradycjach aptekarskich. Po zakończeniu gimnazjum Trommsdorff podjął naukę aptekarstwa w Szczecinie i Stargardzie. Praktykę uczniowską zdobył w aptece dworskiej w Weimarze. Następnie pracował w Szczecinie w aptece Zittelmanscha (1789), w Stargardzie w aptece Fischera (1789–1790). W 1790 powrócił do Erfurtu gdzie przejął rodzinną aptekę.
W 1795 zdobył funkcję profesora nadzwyczajnego na wydziale lekarskim Uniwersytetu w Erfurcie, następnie w 1811 uzyskał tytuł profesora zwyczajnego medycyny.
Jest autorem pierwszego europejskiego czasopisma farmaceutycznego Journal der Pharmacie wydawanego w latach 1793–1816.
W 1811 wynalazł urządzenie do otrzymywania wyciągów z roślin i ich zagęszczania, a w 1809 odkrył kwas walerianowy.